# Michael Hainisch
Michael Arthur Josef Jakob Hainisch (phát âm tiếng Đức: [ˈmɪçaːʔeːl ˈhaɪ̯nɪʃ] ⓘ; 15 tháng 8 năm 1858 – 26 tháng 2 năm 1940) và chính trị gia người Áo giữ chức Tổng thống thứ 2 của Áo từ năm 1920 đến năm 1928, sau khi chế độ quân chủ sụp đổ khi Thế Chiến thứ Nhất kết thúc.